# Carin Pihl
Maria Catharina (Carin) Pihl, född 25 oktober 1886 i Stockholm, död 9 mars 1969 i Bromma, var en svensk dialektolog och folklivsforskare med inriktning mot överkalixmålet.

## Biografi

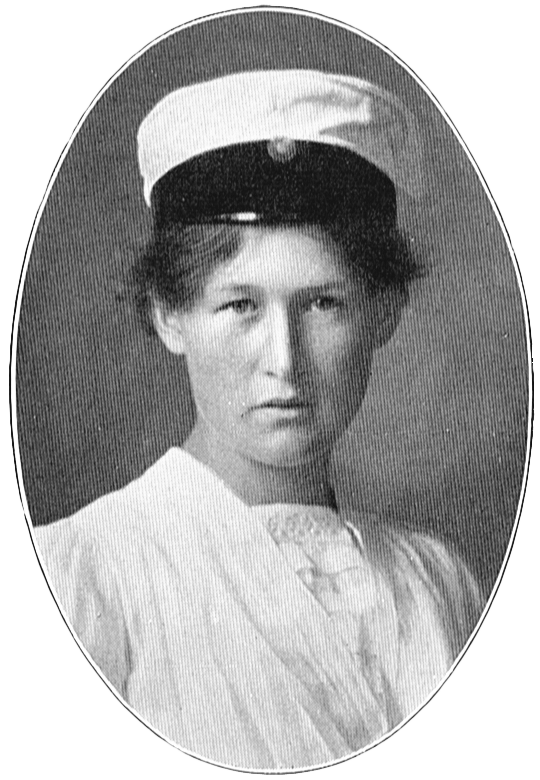
Carin Pihl som student.

Pihl föddes i Stockholm 1886 som dotter till bankkamrern Edvin Pihl och Fredrika Lyth. Hon gick på Anna Sandströms högre lärarinneseminarium och tog examen där 1905. Därefter arbetade hon som lärare i Falkenberg och Stockholm och tog sedan studentexamen i Stockholm 1911. Därefter studerade hon vid Uppsala universitet där hon blev fil. mag. 1914, fil. lic. 1922 och fil. dr. 1924.
Åren 1915–1918 tjänstgjorde hon som lärare i Falun och var där kollega med Hulda Rutberg som då arbetade med en avhandling om dialekten i sin hemsocken Nederkalix. Därför kom hon att 1919 studera nordiska språk för Adolf Noreen under dennes sista termin. Både Noreen och dialektforskaren Herman Geijer uppmuntrade Pihl att forska på överkalixmålet och därför reste hon till Överkalix på försommaren 1919 där hon lärde sig överkalixmål samt gjorde fonetiska, grammatiska och lexikaliska uppteckningar. 1924 disputerade hon med sin avhandling Överkalixmålet I om överkalixmålets starktoniga vokaler. Enligt forskaren Folke Hedblom uppvisar avhandlingen en ingående fonetisk noggrannhet och rika beskrivningar av överkalixmålets detaljer och historiska sammanhang. Efter disputationen tjänstgjorde Pihl som lektor vid folkskoleseminariet i Luleå 1924–1929. Därefter blev hon docent i nordiska språk vid Stockholms högskola år 1930, sedan adjunkt vid Norrmalms högre allmänna läroverk för flickor år 1932 och sedan från 1936 fram till sin pension 1952 lektor vid Bromma läroverk.

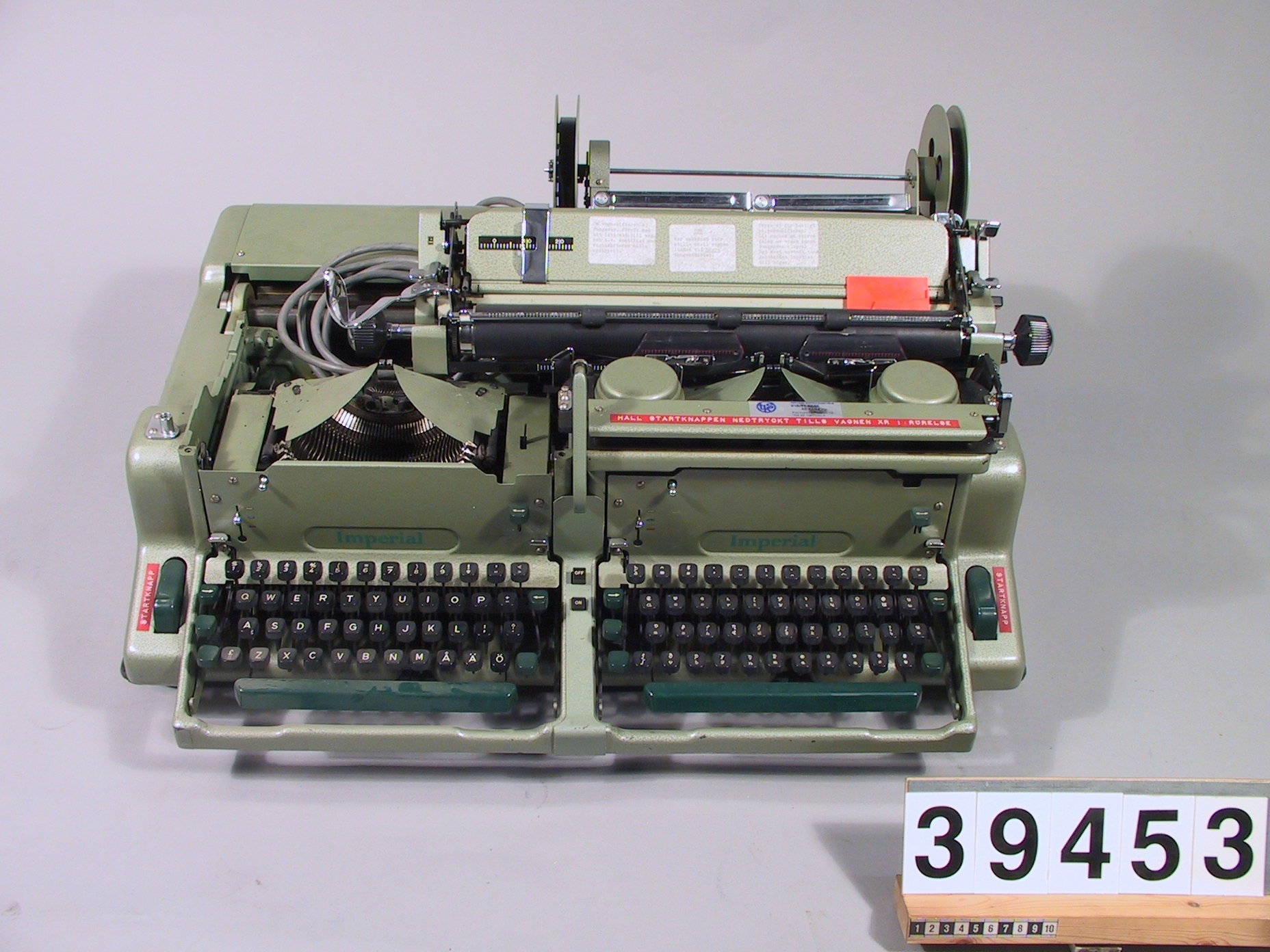
Dialektarkivets specialbyggda skrivmaskin med dubbla tangentbord för svenska alfabetet och landsmålsalfabetet, på vilken Prepositioner och adverb i Överkalixmålet (1970) renskrevs.

Hon ägnade mycket av sin tid åt undervisning och hade mångsidiga pedagogiska intressen. Hon fortsatte dock att forska på överkalixmålet och skrev under 1940-talet skrifterna Verben i överkalixmålet (1948) och Om utvecklingen av äldre dh i överkalixmålet (1948). Under 1950-talet arbetade hon med en stor grammatisk framställning över överkalixmålets prepositioner och adverb. På grund av verkets storlek och dess bruk av många ovanliga typer i landsmålsalfabetet blev en tryckning alltför dyr. I stället lät hon den då unga studenten Margareta Källskog från Överkalix renskriva det handskrivna manuskriptet på en specialbyggd skrivmaskin för landsmålsalfabetet. Strax efter att renskriften på 600 sidor blev färdigställd avled Pihl, och verket publicerades postumt 1970.
Pihl var inte bara intresserad av språket i sig, utan även av kulturen i Överkalix. Hon hade breda intressen och en förmåga att locka fram berättelser, och gjorde således många uppteckningar på överkalixmål av sockenbor som berättade om allt från husbygge till bröllop, garvning och trolldom. Några av dessa berättelser publicerades som Livet i det gamla överkalix skildrat av överkalixbor på överkalixmål (1959).

## Publikationer
- Geijer, Herman & Pihl, Carin. (1921) Västerbottens folkmål. Nordisk Familjebok, 2 uppl.
- Pihl, Carin. (1924) Överkalixmålet I (avhandling)
- Pihl, Carin. (1948) Verben i överkalixmålet. Skrifter utgivna genom Landsmåls- och folkminnesarkivet i Uppsala.
- Pihl, Carin (1948). Om utvecklingen av äldre dh i överkalixmålet. Svenska landsmål och svenskt folkliv 1948.
- Pihl, Carin (1959) Livet i det gamla överkalix skildrat av överkalixbor på överkalixmål. Svenska landsmål och svenskt folkliv 1958.
- Pihl, Carin (1970) Prepositioner och adverb i Överkalixmålet. Skrifter utgivna genom Landsmåls- och folkminnesarkivet i Uppsala. (utgiven postumt)